# إريك أ. ماير
إريك أ. ماير (بالإنجليزية: Eric Meyer) هو مصمم أمريكي، ولد في 1970.

## وصلات خارجية
- الموقع الرسمي